# 機戰傭兵 審判日
《機戰傭兵 審判日》是《機戰傭兵V》的續作。國際經銷依然由萬代南夢宮負責，內附可動公仔、原聲音樂、圖鑑的限定典藏版亦有引進。

## 外部連結
- 官方网站（日語）